# Port lotniczy Swakopmund
Port lotniczy Swakopmund (IATA: SWP, ICAO: FYSM) – port lotniczy położony w Swakopmund, w Namibii.